# Meaningful Stone
Kim Jimin (koreanisch 김지민; geboren am 15. Juni 1996 in Gwangju), besser bekannt unter ihrem Künstlernamen Meaningful Stone (김뜻돌), ist eine südkoreanische Indie-Rock-Musikerin. Sie hat ihr Studioalbum A Call from My Dream (꿈에서 걸려온 전화) (2020) veröffentlicht.

## Leben
Meaningful wurde vom Musikgeschmack ihres Vaters beeinflusst und begann mit 15 Jahren mit der Gitarre, die er ihr kaufte, Musik zu machen. Sie zog nach Seoul, um die Universität zu besuchen und studierte Sozialwissenschaften.
Am 21. Juli 2017 veröffentlichte sie ihre erste Single A Camera from My Dream (꿈속의 카메라). Sie veröffentlichte mehrere Singles, bevor sie ihr Debüt-Studioalbum herausbrachte, A Call from My Dream (꿈에서 걸려온 전화) im Jahr 2020. Bei den Korean Music Awards 2021 wurde sie als „Newcomer des Jahres“ ausgezeichnet.
Im Jahr 2021 veröffentlichte sie die EP Cobalt. Sie ist auf koreanischen Rockfestivals wie dem Pentaport Rock Festival und dem DMZ Peace Train Music Festival aufgetreten. Im Jahr 2023 veröffentlichte sie ihre neue Single The Fifth Spring (다섯 번째 봄).

## Diskografie
Studioalben
- 2020: A Call from My Dream (꿈에서 걸려온 전화)
- 2024: Angel Interview (천사 인터뷰)

EPs
- 2021: Cobalt